# 小白山 (富山県)
小白山（おじろやま）は、富山県小矢部市臼谷にある山。標高は120.9m。ブナとウラジロガシを主体とする混成林は市の天然記念物に指定されている。

## 概要
小矢部市南部の蟹谷丘陵にある山で、奈良時代に白山や医王山、石動山を開いたとされる泰澄大師の開山とされ、白山の女神を祀る小さな山として霊峰「小白山」と号した。

## 生態
山頂付近は北方系のブナと南方系のウラジロガシの混成林が形成されており、小矢部市の天然記念物に指定されている。富山県の丘陵帯の原生植生を示すものとして学術的に貴重。祠付近には樹齢500〜600年の杉の大木がある。

## 登山
臼谷橋を渡った左の山側にある道から北陸自動車道越えた200〜300mほど続く階段を登ると山頂に至る。